# Thomas Brodie-Sangster
Thomas Brodie-Sangster (* 16. května 1990 Londýn) je anglický herec a hudebník. Diváci jej znají v jeho dětských rolích především z filmů Láska nebeská (2003) či Tristan a Isolda (2006). Druhý z nich se natáčel částečně i v České republice. Později se objevil např. v seriálech Hra o trůny a Dámský gambit či ve filmové sérii Labyrint.

## Životopis
Narodil se v jižním Londýně, kde nyní žije se svými rodiči a se svou sestrou Avou. Jeho matka je tanečnice a vystupovala v několika BBC filmech, zatímco jeho otec Mark Sangster, kromě toho, že je hudebník, vystupuje jako velká hvězda v muzikálu Lví král v Německu. Thomasův strýc z druhého kolene je známý herec Hugh Grant. Thomasovy koníčky jsou malování, tenis, řízení aut (sám vlastní starého Citroëna), ježdění na motorkách, bruslení. Poslouchá Eminema a skupinu Queen. Vystudoval hereckou střední školu Pimlico v Londýně. Hraje také v kapele Winnet jako baskytarista, a to spolu se svou matkou a mladší sestrou Avou.

## Kariéra
Na televizních obrazovkách se poprvé objevil v roce 2001, kdy hrál ve filmu BBC Jim z nádraží. Později se objevil ve filmu, kde hrál hlavní roli Bobbie's Girl, The miracle of the card's (založen na příběhu od Craiga Shergolda) a Stig of the dump. Byl oceněn jako "nejlepší herec v mini-seriálech" na filmovém festivalu v Monte Carlu (2003) za roli v mini-seriálu Entrusted. Nejvíce se zapsal do povědomí filmových diváků ve svém prvním velkém filmu Láska nebeská (2003), kde hrál po boku známého herce Liama Neesona, který o Thomasovi řekl, že je to vynikající herec se skvělou pozorovací schopností a od kterého se hodně naučil. Za tento film obdržel ocenění pro nejlepší dětský herecký výkon ve vedlejší roli.
Thomas se později objevil ve filmové adaptaci Tátův kluk (2004) a následně hrál roli mladého Tristana (staršího hrál James Franco) ve filmu Tristan a Isolda (2006). Díky němu se dostal i do Česka (viz nahoře). Další jeho známá role byla pak ve filmu Kouzelná chůva Nanny McPhee (2006), kde hrál jako nejstaršího ze sedmi dětí (role: Simon). V tomto filmu hrál podruhé (po filmu Láska nebeská) s Colinem Firthem a Emmou Thompsonovou.
V roce 2007 se objevil v seriálu Pán času a mluvil postavu v animovaném seriálu Phineas and Ferb. Později se pak setkal znovu (potřetí po filmech Láska nebeská, Kouzelná chůva Nanny McPhee) s hercem Colinem Firthem ve filmu Poslední legie, kde hrál mladého císaře Romula Augusta.
Poslední jeho role je ve filmu Nowhere Boy, kde si zahrál vynikajícího hudebníka a nejlepšího přítele Johna Lennona, Paula McCartneyho.
Objevil se i ve filmu The Fence vyprávějící o přeživších Holokaust. Nyní má za sebou natáčení filmu, který jde do kin Pinnocchiova dobrodružství.
V roli Jojena Reeda se objevil v deseti epizodách seriálu Hra o Trůny. A v roce 2014 si zahrál ve filmu Labyrint: Útěk, hrál zde postavu Newta.
V roce 2017 si zahrál v patnáctiminutovém televizním filmu Red Nose Day Actually, který navazuje na romantickou komedii Láska nebeská (2003) a je o tom, jak se postavy z filmu mají po deseti letech.
V roce 2018 hrál v pokračování trilogie Labyrint: Vražedná léčba.

## Filmografie

### Film
- 2002 Mrs Meitlemeihr
- 2003 Láska nebeská
- 2005 Kouzelná chůva Nanny McPhee
- 2006 Tristan a Isolda
- 2007 Poslední legie
- 2009 Nowhere Boy
- 2010 Some Dogs Bite
- 2011 Poslední z Furlongů
- 2011 Death of Superhero
- 2011 Albatros
- 2014 Labyrint: Útěk
- 2014 Phantom Halo
- 2015 Labyrint: Zkoušky ohněm
- 2015 Star Wars: Síla se probouzí
- 2018 Labyrint: Vražedná léčba
- 2020 Dračí země

### Televize
- 2001 Jim z nádraží
- 2001 The Miracle of the Cards
- 2002 Bobbie's Girl
- 2002 Stig of the Dump (TV seriál)
- 2002 London's Burning (TV seriál)
- 2002 Ultimate Force (TV seriál)
- 2003 Hitler: Vzestup zla
- 2003 Šifra
- 2004 Feather Boy (TV seriál)
- 2005 Pán času (TV seriál)
- 2008 Pinocchio
- 2014 Hra o trůny (TV seriál)
- 2015 Thunderbirds Are Go!
- 2015 Wolf Hall
- 2017 Red Nose Day Actually (krátký TV film)
- 2017 Godless
- 2020 Dámský gambit (TV seriál)

## Ocenění
- 2016 – MTV Movie Awards: Nejlepší filmová chemie (Choice Movie Chemistry) spolu s Dylanem O'Brienem – za film Labyrint: Zkoušky ohněm[4][5]